# Lista de golos de Cristiano Ronaldo pela Seleção Portuguesa de Futebol

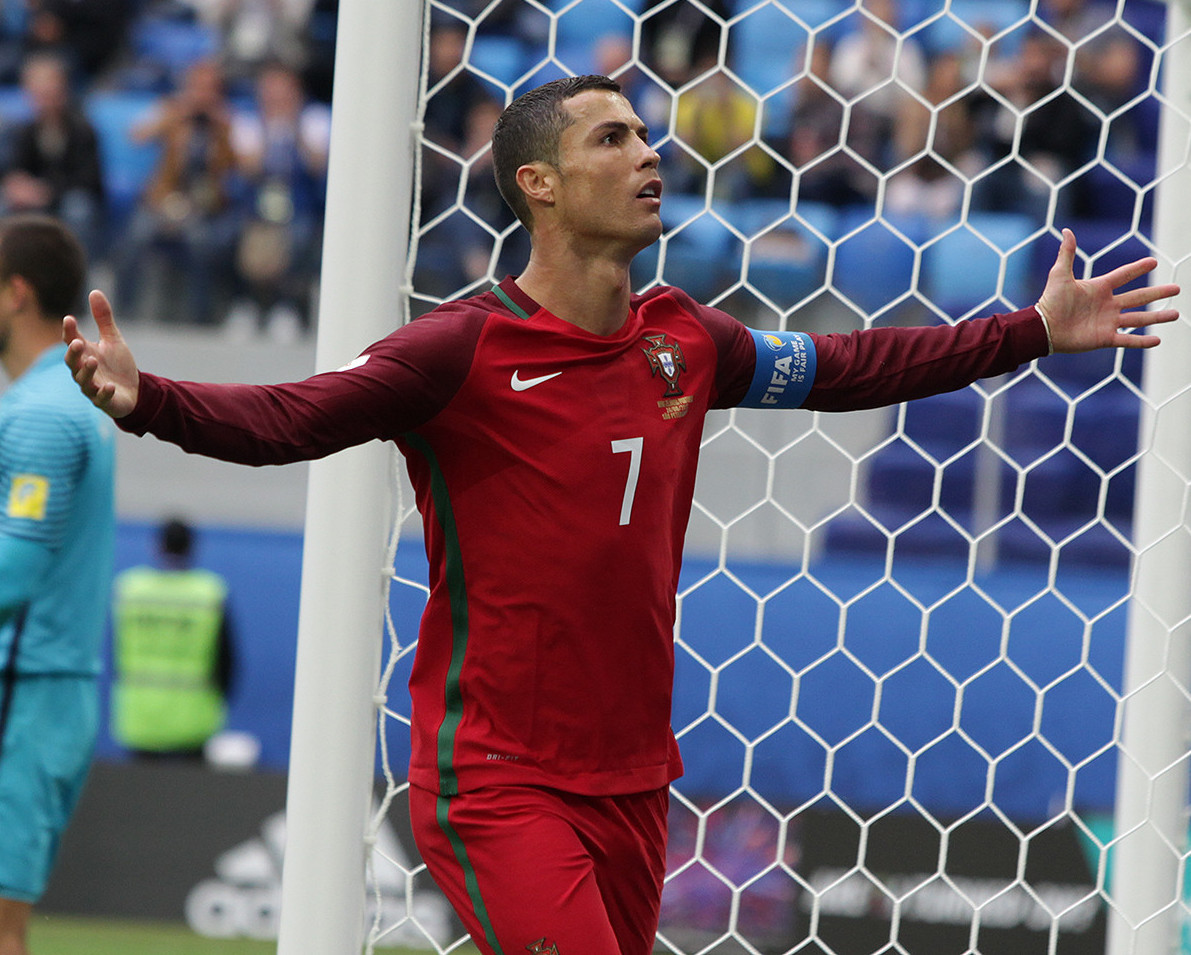
Cristiano comemorando após marcar um golo de penálti pela Euro 2016, na França.

Esta é lista de golos marcados por Cristiano Ronaldo pela Seleção Portuguesa de Futebol. Cristiano é o maior artilheiro da história da Seleção de Portugal e o maior artilheiro da história por seleções, tendo marcado 138 golos em 221 partidas desde a sua estreia em 20 de agosto de 2003.[carece de fontes?]
Em 5 de março de 2014, Cristiano Ronaldo marcou um golo na vitória de Portugal por 5 a 1 sobre Camarões, chegando à marca de 49 golos e convertendo-se assim no maior goleador pela seleção portuguesa, superando os 47 golos marcados por Pauleta. Em 14 de novembro de 2014, marcou o único golo num jogo de eliminatórias para o Campeonato Europeu de Futebol contra a Romênia, alcançando a marca de 23 golos em jogos disputados entre seleções europeias, superando o recorde previamente conseguido pelo turco Hakan Şükür e pelo dinamarquês Jon Dahl Tomasson. Em 20 de junho de 2018, anotou o seu 85.º golo por Portugal na vitória por 1-0 sobre Marrocos no Mundial de 2018, ultrapassando assim o húngaro Ferenc Puskás como o maior goleador de todos os tempos de uma seleção europeia. Jogando pela seleção portuguesa, Cristiano também possui na sua carreira dez hat-tricks - quando um jogador marca três golos no mesmo jogo - e, em duas dessas ocasiões, um poker - quatro golos no mesmo jogo.[carece de fontes?]
Ronaldo participou em treze principais torneios pela seleção: seis Eurocopas, em 2004, 2008, 2012, 2016, 2020 e 2024, cinco Campeonatos do Mundo, em 2006, 2010, 2014, 2018 e 2022, uma Taça das Confederações em 2017, e uma Liga das Nações, em 2019, e marcou golos em quase todos eles.[carece de fontes?] Após a conquista de Portugal na Euro de 2016, Cristiano levantou o troféu como o capitão da sua equipe, tendo sido também premiado com a Bota de Prata como o segundo maior goleador da competição, com três golos e três assistências.
Ronaldo foi o autor de 14 golos em Campeonatos da Europa, oito em Campeonatos do Mundo e nove na Liga das Nações.[carece de fontes?] Ele também possui a marca de 36 golos nas eliminatórias para o Mundial, e 41 na fase de qualificação para Campeonatos Europeus, tornando-se assim no primeiro jogador a marcar 50 golos em eliminatórias de competições europeias. Os seus outros 22 golos foram marcados em jogos amistosos. Os adversários contra quem Cristiano Ronaldo tem o maior número de golos marcados são o Luxemburgo, com 11 golos, seguido pela Lituânia e a Suécia com sete golos. O estádio em que Cristiano marcou o maior número de golos pela Seleção Portuguesa é o Estádio do Algarve, onde marcou um total de 16 golos.[carece de fontes?]
No dia 23 de junho de 2021, após fazer os dois golos de Portugal no empate de 2–2 com a França, no último jogo da fase de grupos da Eurocopa, Cristiano chegou a 109 golos por Portugal, igualando o iraniano Ali Daei como o maior artilheiro por uma seleção nacional. Em 1 de setembro do mesmo ano, se tornou o maior artilheiro da história das seleções nacionais ao fazer os dois golos de Portugal na vitória de 2–1 sobre a Irlanda em jogo das Eliminatórias para o Campeonato do Mundo de 2022, ultrapassando Ali Daei e ficando com 111 golos.
Em 24 de novembro de 2022, no primeiro jogo de Portugal na fase de grupos da Campeonato do Mundo, tornou-se o primeiro jogador a marcar em cinco edições do torneio.

## Golos
Atualizado em 5 de junho de 2025.
As pontuações e os resultados listam a conta de golos de Portugal primeiro.
| Golo | Data                    | Lugar                                                    | Adversário           | Placar  | Resultado    | Competição                                      | Ref.   |
| ---- | ----------------------- | -------------------------------------------------------- | -------------------- | ------- | ------------ | ----------------------------------------------- | ------ |
| 1    | 12 de junho de 2004     | Estádio do Dragão, Porto, Portugal                       | Grécia               | 1–2     | 1–2          | Campeonato Europeu de 2004                      | [ 14 ] |
| 2    | 30 de junho de 2004     | Estádio José Alvalade, Lisboa, Portugal                  | Países Baixos        | 1–0     | 2–1          | Campeonato Europeu de 2004                      | [ 15 ] |
| 3    | 4 de setembro de 2004   | Estádio Skonto, Riga, Letónia                            | Letónia              | 1–0     | 2–0          | Elim. Copa do Mundo FIFA de 2006                | [ 16 ] |
| 4    | 8 de setembro de 2004   | Estádio Dr. Magalhães Pessoa, Leiria, Portugal           | Estónia              | 1–0     | 4–0          | Elim. Copa do Mundo FIFA de 2006                | [ 17 ] |
| 5    | 13 de outubro de 2004   | Estádio José Alvalade, Lisboa, Portugal                  | Rússia               | 2–0     | 7–1          | Elim. Copa do Mundo FIFA de 2006                | [ 18 ] |
| 6    | 13 de outubro de 2004   | Estádio José Alvalade, Lisboa, Portugal                  | Rússia               | 4–0     | 7–1          | Elim. Copa do Mundo FIFA de 2006                | [ 18 ] |
| 7    | 17 de novembro de 2004  | Estádio Josy Barthel, Cidade de Luxemburgo, Luxemburgo   | Luxemburgo           | 2–0     | 5–0          | Elim. Copa do Mundo FIFA de 2006                | [ 19 ] |
| 8    | 4 de junho de 2005      | Estádio da Luz, Lisboa, Portugal                         | Eslováquia           | 2–0     | 2–0          | Elim. Copa do Mundo FIFA de 2006                | [ 20 ] |
| 9    | 8 de junho de 2005      | A. Le Coq Arena, Tallinn, Estónia                        | Estónia              | 1–0     | 1–0          | Elim. Copa do Mundo FIFA de 2006                | [ 21 ] |
| 10   | 1 de março de 2006      | Merkur Spiel-Arena, Düsseldorf, Alemanha                 | Arábia Saudita       | 1–0     | 3–0          | Jogo amigável                                   | [ 22 ] |
| 11   | 1 de março de 2006      | Merkur Spiel-Arena, Düsseldorf, Alemanha                 | Arábia Saudita       | 3–0     | 3–0          | Jogo amigável                                   | [ 22 ] |
| 12   | 17 de junho de 2006     | Waldstadion, Frankfurt, Alemanha                         | Irã                  | 2–0 (p) | 2–0          | Copa do Mundo FIFA de 2006                      | [ 23 ] |
| 13   | 7 de outubro de 2006    | Estádio do Bessa, Porto, Portugal                        | Azerbaijão           | 1–0     | 3–0          | Qualifi. Campeonato Europeu de 2008             | [ 24 ] |
| 14   | 7 de outubro de 2006    | Estádio do Bessa, Porto, Portugal                        | Azerbaijão           | 3–0     | 3–0          | Qualifi. Campeonato Europeu de 2008             | [ 24 ] |
| 15   | 15 de novembro de 2006  | Estádio Cidade de Coimbra, Coimbra, Portugal             | Cazaquistão          | 2–0     | 3–0          | Qualifi. Campeonato Europeu de 2008             | [ 25 ] |
| 16   | 22 de janeiro de 2007   | Estádio José Alvalade, Lisboa, Portugal                  | Bélgica              | 2–0     | 4–0          | Qualifi. Campeonato Europeu de 2008             | [ 26 ] |
| 17   | 22 de janeiro de 2007   | Estádio José Alvalade, Lisboa, Portugal                  | Bélgica              | 4–0     | 4–0          | Qualifi. Campeonato Europeu de 2008             | [ 26 ] |
| 18   | 22 de agosto de 2007    | Estádio Republicano, Yerevan, Arménia                    | Armênia              | 1–1     | 1–1          | Qualifi. Campeonato Europeu de 2008             | [ 27 ] |
| 19   | 8 de setembro de 2007   | Estádio da Luz, Lisboa, Portugal                         | Polónia              | 2–1     | 2–2          | Qualifi. Campeonato Europeu de 2008             | [ 28 ] |
| 20   | 17 de outubro de 2007   | Estádio Central, Almaty, Cazaquistão                     | Cazaquistão          | 2–0     | 2–1          | Qualifi. Campeonato Europeu de 2008             | [ 29 ] |
| 21   | 11 de junho de 2008     | Stade de Genève, Geneva, Suíça                           | Tchéquia             | 2–1     | 3–1          | Campeonato Europeu de 2008                      | [ 30 ] |
| 22   | 11 de fevereiro de 2009 | Estádio Algarve, Faro, Portugal                          | Finlândia            | 1–0 (p) | 1–0          | Jogo amigável                                   | [ 31 ] |
| 23   | 21 de junho de 2010     | Estádio da Cidade do Cabo, Cidade do Cabo, África do Sul | Coreia do Norte      | 6–0     | 7–0          | Copa do Mundo FIFA de 2010                      | [ 32 ] |
| 24   | 8 de outubro de 2010    | Estádio do Dragão, Porto, Portugal                       | Dinamarca            | 3–1     | 3–1          | Qualif. Campeonato Europeu de 2012              | [ 33 ] |
| 25   | 12 de outubro de 2010   | Laugardalsvöllur, Reykjavík, Islândia                    | Islândia             | 1–0     | 3–1          | Qualif. Campeonato Europeu de 2012              | [ 34 ] |
| 26   | 9 de fevereiro de 2011  | Stade de Genève, Genebra, Suíça                          | Argentina            | 1–1     | 1–2          | Jogo amigável                                   | [ 35 ] |
| 27   | 17 de agosto de 2011    | Estádio Algarve, Faro, Portugal                          | Luxemburgo           | 2–0     | 5–0          | Jogo amigável                                   | [ 36 ] |
| 28   | 2 de setembro de 2011   | Estádio GSP, Nicósia, Chipre                             | Chipre               | 1–0 (p) | 4–0          | Qualif. Campeonato Europeu de 2012              | [ 37 ] |
| 29   | 2 de setembro de 2011   | Estádio GSP, Nicósia, Chipre                             | Chipre               | 2–0     | 4–0          | Qualif. Campeonato Europeu de 2012              | [ 37 ] |
| 30   | 11 de outubro de 2011   | Estádio Parken, Copenhaga, Dinamarca                     | Dinamarca            | 1–2     | 1–2          | Qualif. Campeonato Europeu de 2012              | [ 38 ] |
| 31   | 15 de novembro de 2011  | Estádio da Luz, Lisboa, Portugal                         | Bósnia e Herzegovina | 1–0     | 6–2          | Qualif. Campeonato Europeu de 2012              | [ 39 ] |
| 32   | 15 de novembro de 2011  | Estádio da Luz, Lisboa, Portugal                         | Bósnia e Herzegovina | 3–1     | 6–2          | Qualif. Campeonato Europeu de 2012              | [ 39 ] |
| 33   | 17 de junho de 2012     | Estádio Metalist, Carcóvia, Ucrânia                      | Países Baixos        | 1–1     | 2–1          | Campeonato Europeu de 2012                      | [ 40 ] |
| 34   | 17 de junho de 2012     | Estádio Metalist, Carcóvia, Ucrânia                      | Países Baixos        | 2–1     | 2–1          | Campeonato Europeu de 2012                      | [ 40 ] |
| 35   | 21 de junho de 2012     | Estádio Nacional de Varsóvia, Varsóvia, Polónia          | Tchéquia             | 1–0     | 1–0          | Campeonato Europeu de 2012                      | [ 41 ] |
| 36   | 15 de agosto de 2012    | Estádio Algarve, Faro, Portugal                          | Panamá               | 2–0     | 2–0          | Jogo amigável                                   | [ 42 ] |
| 37   | 7 de setembro de 2012   | Estádio Josy Barthel, Cidade de Luxemburgo, Luxemburgo   | Luxemburgo           | 1–1     | 2–1          | Elim. Copa do Mundo FIFA de 2014                | [ 43 ] |
| 38   | 6 de fevereiro de 2013  | Estádio D. Afonso Henriques, Guimarães, Portugal         | Equador              | 1–1     | 2–3          | Jogo amigável                                   | [ 44 ] |
| 39   | 10 de junho de 2013     | Estádio de Genebra, Genebra, Suíça                       | Croácia              | 1–0     | 1–0          | Jogo amigável                                   | [ 45 ] |
| 40   | 17 de agosto de 2013    | Estádio Algarve, Faro, Portugal                          | Países Baixos        | 1–1     | 1–1          | Jogo amigável                                   | [ 46 ] |
| 41   | 6 de setembro de 2013   | Windsor Park, Belfast, Irlanda do Norte                  | Irlanda do Norte     | 2–2     | 4–2          | Elim. Copa do Mundo FIFA de 2014                | [ 47 ] |
| 42   | 6 de setembro de 2013   | Windsor Park, Belfast, Irlanda do Norte                  | Irlanda do Norte     | 3–2     | 4–2          | Elim. Copa do Mundo FIFA de 2014                | [ 47 ] |
| 43   | 6 de setembro de 2013   | Windsor Park, Belfast, Irlanda do Norte                  | Irlanda do Norte     | 4–2     | 4–2          | Elim. Copa do Mundo FIFA de 2014                | [ 47 ] |
| 44   | 15 de novembro de 2013  | Estádio da Luz, Lisboa, Portugal                         | Suécia               | 1–0     | 1–0          | Elim. Copa do Mundo FIFA de 2014                | [ 48 ] |
| 45   | 19 de novembro de 2013  | Friends Arena, Solna, Suécia                             | Suécia               | 1–0     | 3–2          | Elim. Copa do Mundo FIFA de 2014                | [ 49 ] |
| 46   | 19 de novembro de 2013  | Friends Arena, Solna, Suécia                             | Suécia               | 2–2     | 3–2          | Elim. Copa do Mundo FIFA de 2014                | [ 49 ] |
| 47   | 19 de novembro de 2013  | Friends Arena, Solna, Suécia                             | Suécia               | 3–2     | 3–2          | Elim. Copa do Mundo FIFA de 2014                | [ 49 ] |
| 48   | 5 de março de 2014      | Estádio Dr. Magalhães Pessoa, Leiria, Portugal           | Camarões             | 1–0     | 5–1          | Jogo amigável                                   | [ 50 ] |
| 49   | 5 de março de 2014      | Estádio Dr. Magalhães Pessoa, Leiria, Portugal           | Camarões             | 5–1     | 5–1          | Jogo amigável                                   | [ 50 ] |
| 50   | 26 de junho de 2014     | Estádio Mané Garrincha, Brasília, Brasil                 | Gana                 | 2–1     | 2–1          | Copa do Mundo FIFA de 2014                      | [ 51 ] |
| 51   | 14 de outubro de 2014   | Estádio Parken, Copenhaga, Dinamarca                     | Dinamarca            | 1–0     | 1–0          | Qualif. Campeonato Europeu de 2016              | [ 52 ] |
| 52   | 12 de novembro de 2014  | Estádio Algarve, Faro, Portugal                          | Armênia              | 1–0     | 1–0          | Qualif. Campeonato Europeu de 2016              | [ 53 ] |
| 53   | 13 de junho de 2015     | Estádio Republicano, Yerevan, Arménia                    | Armênia              | 1–1 (p) | 3–2          | Qualif. Campeonato Europeu de 2016              | [ 54 ] |
| 54   | 13 de junho de 2015     | Estádio Republicano, Yerevan, Arménia                    | Armênia              | 2–1     | 3–2          | Qualif. Campeonato Europeu de 2016              | [ 54 ] |
| 55   | 13 de junho de 2015     | Estádio Republicano, Yerevan, Arménia                    | Armênia              | 3–1     | 3–2          | Qualif. Campeonato Europeu de 2016              | [ 54 ] |
| 56   | 29 de março de 2016     | Estádio Dr. Magalhães Pessoa, Leiria, Portugal           | Bélgica              | 2–0     | 2–1          | Jogo amigável                                   | [ 55 ] |
| 57   | 8 de junho de 2016      | Estádio da Luz, Lisboa, Portugal                         | Estónia              | 1–0     | 7–0          | Jogo amigável                                   | [ 56 ] |
| 58   | 8 de junho de 2016      | Estádio da Luz, Lisboa, Portugal                         | Estónia              | 3–0     | 7–0          | Jogo amigável                                   | [ 56 ] |
| 59   | 22 de junho de 2016     | Parc Olympique Lyonnais, Lyon, França                    | Hungria              | 2–2     | 3–3          | Campeonato Europeu de 2016                      | [ 57 ] |
| 60   | 22 de junho de 2016     | Parc Olympique Lyonnais, Lyon, França                    | Hungria              | 3–3     | 3–3          | Campeonato Europeu de 2016                      | [ 57 ] |
| 61   | 6 de julho de 2016      | Parc Olympique Lyonnais, Lyon, França                    | País de Gales        | 1–0     | 2–0          | Campeonato Europeu de 2016                      | [ 58 ] |
| 62   | 7 de outubro de 2016    | Estádio Municipal de Aveiro, Aveiro, Portugal            | Andorra              | 1–0     | 6–0          | Elim. Copa do Mundo FIFA de 2018                | [ 59 ] |
| 63   | 7 de outubro de 2016    | Estádio Municipal de Aveiro, Aveiro, Portugal            | Andorra              | 2–0     | 6–0          | Elim. Copa do Mundo FIFA de 2018                | [ 59 ] |
| 64   | 7 de outubro de 2016    | Estádio Municipal de Aveiro, Aveiro, Portugal            | Andorra              | 4–0     | 6–0          | Elim. Copa do Mundo FIFA de 2018                | [ 59 ] |
| 65   | 7 de outubro de 2016    | Estádio Municipal de Aveiro, Aveiro, Portugal            | Andorra              | 5–0     | 6–0          | Elim. Copa do Mundo FIFA de 2018                | [ 59 ] |
| 66   | 17 de outubro de 2016   | Tórsvøllur, Tórshavn, Ilhas Feroe                        | Ilhas Faroé          | 4–0     | 6–0          | Elim. Copa do Mundo FIFA de 2018                | [ 60 ] |
| 67   | 13 de novembro de 2016  | Estádio Algarve, Faro, Portugal                          | Letónia              | 1–0 (p) | 4–1          | Elim. Copa do Mundo FIFA de 2018                | [ 61 ] |
| 68   | 13 de novembro de 2016  | Estádio Algarve, Faro, Portugal                          | Letónia              | 3–1     | 4–1          | Elim. Copa do Mundo FIFA de 2018                | [ 61 ] |
| 69   | 25 de março de 2017     | Estádio da Luz, Lisboa, Portugal                         | Hungria              | 2–0     | 3–0          | Elim. Copa do Mundo FIFA de 2018                | [ 62 ] |
| 70   | 25 de março de 2017     | Estádio da Luz, Lisboa, Portugal                         | Hungria              | 3–0     | 3–0          | Elim. Copa do Mundo FIFA de 2018                | [ 62 ] |
| 71   | 28 de março de 2017     | Estádio dos Barreiros, Funchal, Portugal                 | Suécia               | 1–0     | 2–3          | Jogo amigável                                   | [ 63 ] |
| 72   | 9 de junho de 2017      | Estádio Skonto, Riga, Letónia                            | Letónia              | 1–0     | 3–0          | Elim. Copa do Mundo FIFA de 2018                | [ 64 ] |
| 73   | 9 de junho de 2017      | Estádio Skonto, Riga, Letónia                            | Letónia              | 2–0     | 3–0          | Elim. Copa do Mundo FIFA de 2018                | [ 64 ] |
| 74   | 21 de junho de 2017     | Arena Otkrytie, Moscovo, Rússia                          | Rússia               | 1–0     | 1–0          | Copa das Confederações da FIFA de 2017          | [ 65 ] |
| 75   | 24 de junho de 2017     | Estádio Krestovsky, São Petersburgo, Rússia              | Nova Zelândia        | 1–0 (p) | 4–0          | Copa das Confederações da FIFA de 2017          | [ 66 ] |
| 76   | 31 de agosto de 2017    | Estádio do Bessa, Porto, Portugal                        | Ilhas Faroé          | 1–0     | 5–1          | Elim. Copa do Mundo FIFA de 2018                | [ 67 ] |
| 77   | 31 de agosto de 2017    | Estádio do Bessa, Porto, Portugal                        | Ilhas Faroé          | 2–0 (p) | 5–1          | Elim. Copa do Mundo FIFA de 2018                | [ 67 ] |
| 78   | 31 de agosto de 2017    | Estádio do Bessa, Porto, Portugal                        | Ilhas Faroé          | 4–1     | 5–1          | Elim. Copa do Mundo FIFA de 2018                | [ 67 ] |
| 79   | 7 de outubro de 2017    | Estádio Nacional de Andorra, Andorra-a-Velha, Andorra    | Andorra              | 1–0     | 2–0          | Elim. Copa do Mundo FIFA de 2018                | [ 68 ] |
| 80   | 23 de março de 2018     | Estádio Letzigrund, Zurique, Suíça                       | Egito                | 1–1     | 2–1          | Jogo amigável                                   | [ 69 ] |
| 81   | 23 de março de 2018     | Estádio Letzigrund, Zurique, Suíça                       | Egito                | 2–1     | 2–1          | Jogo amigável                                   | [ 69 ] |
| 82   | 15 de junho de 2018     | Estádio Olímpico de Fisht, Sótchi, Rússia                | Espanha              | 1–0 (p) | 3–3          | Copa do Mundo FIFA de 2018                      | [ 70 ] |
| 83   | 15 de junho de 2018     | Estádio Olímpico de Fisht, Sótchi, Rússia                | Espanha              | 2–1     | 3–3          | Copa do Mundo FIFA de 2018                      | [ 70 ] |
| 84   | 15 de junho de 2018     | Estádio Olímpico de Fisht, Sótchi, Rússia                | Espanha              | 3–3     | 3–3          | Copa do Mundo FIFA de 2018                      | [ 70 ] |
| 85   | 20 de junho de 2018     | Estádio Lujniki, Moscovo, Rússia                         | Marrocos             | 1–0     | 1–0          | Copa do Mundo FIFA de 2018                      | [ 71 ] |
| 86   | 5 de junho de 2019      | Estádio do Dragão, Porto, Portugal                       | Suíça                | 1–0     | 3–1          | Liga das Nações da UEFA de 2018–19              | [ 72 ] |
| 87   | 5 de junho de 2019      | Estádio do Dragão, Porto, Portugal                       | Suíça                | 2–1     | 3–1          | Liga das Nações da UEFA de 2018–19              | [ 72 ] |
| 88   | 5 de junho de 2019      | Estádio do Dragão, Porto, Portugal                       | Suíça                | 3–1     | 3–1          | Liga das Nações da UEFA de 2018–19              | [ 72 ] |
| 89   | 7 de setembro de 2019   | Estádio Estrela Vermelha, Belgrado, Sérvia               | Sérvia               | 3–1     | 4–2          | Qualif. Campeonato Europeu de 2020              | [ 73 ] |
| 90   | 10 de setembro de 2019  | Estádio LFF, Vilnius, Lituânia                           | Lituânia             | 1–0 (p) | 5–1          | Qualif. Campeonato Europeu de 2020              | [ 74 ] |
| 91   | 10 de setembro de 2019  | Estádio LFF, Vilnius, Lituânia                           | Lituânia             | 2–1     | 5–1          | Qualif. Campeonato Europeu de 2020              | [ 74 ] |
| 92   | 10 de setembro de 2019  | Estádio LFF, Vilnius, Lituânia                           | Lituânia             | 3–1     | 5–1          | Qualif. Campeonato Europeu de 2020              | [ 74 ] |
| 93   | 10 de setembro de 2019  | Estádio LFF, Vilnius, Lituânia                           | Lituânia             | 4–1     | 5–1          | Qualif. Campeonato Europeu de 2020              | [ 74 ] |
| 94   | 11 de outubro de 2019   | Estádio José Alvalade, Lisboa, Portugal                  | Luxemburgo           | 2–0     | 3–0          | Qualif. Campeonato Europeu de 2020              | [ 75 ] |
| 95   | 14 de outubro de 2019   | Estádio Olímpico de Kiev, Kiev, Ucrânia                  | Ucrânia              | 1–2 (p) | 1–2          | Qualif. Campeonato Europeu de 2020              | [ 76 ] |
| 96   | 14 de novembro de 2019  | Estádio Algarve, Faro, Portugal                          | Lituânia             | 1–0 (p) | 6–0          | Qualif. Campeonato Europeu de 2020              | [ 77 ] |
| 97   | 14 de novembro de 2019  | Estádio Algarve, Faro, Portugal                          | Lituânia             | 2–0     | 6–0          | Qualif. Campeonato Europeu de 2020              | [ 77 ] |
| 98   | 14 de novembro de 2019  | Estádio Algarve, Faro, Portugal                          | Lituânia             | 6–0     | 6–0          | Qualif. Campeonato Europeu de 2020              | [ 77 ] |
| 99   | 17 de novembro de 2019  | Estádio Josy Barthel, Luxemburgo, Luxemburgo             | Luxemburgo           | 2–0     | 2–0          | Qualif. Campeonato Europeu de 2020              | [ 78 ] |
| 100  | 8 de setembro de 2020   | Friends Arena, Solna, Suécia                             | Suécia               | 1–0     | 2–0          | Liga das Nações da UEFA A de 2020–21            | [ 79 ] |
| 101  | 8 de setembro de 2020   | Friends Arena, Solna, Suécia                             | Suécia               | 2–0     | 2–0          | Liga das Nações da UEFA A de 2020–21            | [ 79 ] |
| 102  | 11 de novembro de 2020  | Estádio da Luz, Lisboa, Portugal                         | Andorra              | 6–0     | 7–0          | Jogo amigável                                   | [ 80 ] |
| 103  | 30 de março de 2021     | Estádio Josy Barthel, Luxemburgo                         | Luxemburgo           | 2–1     | 3–1          | Elim. Copa do Mundo FIFA de 2022                | [ 81 ] |
| 104  | 9 de junho de 2021      | Estádio José Alvalade, Lisboa, Portugal                  | Israel               | 4–0     | 4–0          | Jogo amigável                                   | [ 82 ] |
| 105  | 15 de junho de 2021     | Puskás Aréna, Budapeste, Hungria                         | Hungria              | 2–0     | 3–0          | Campeonato Europeu de 2020                      | [ 83 ] |
| 106  | 15 de junho de 2021     | Puskás Aréna, Budapeste, Hungria                         | Hungria              | 3–0     | 3–0          | Campeonato Europeu de 2020                      | [ 83 ] |
| 107  | 19 de junho de 2021     | Allianz Arena, Munique, Alemanha                         | Alemanha             | 1–0     | 2–4          | Campeonato Europeu de 2020                      | [ 84 ] |
| 108  | 13 de junho de 2021     | Estádio Puskás Ferenc, Budapeste, Hungria                | França               | 1–0     | 2–2          | Campeonato Europeu de 2020                      | [ 85 ] |
| 109  | 13 de junho de 2021     | Estádio Puskás Ferenc, Budapeste, Hungria                | França               | 2–2     | 2–2          | Campeonato Europeu de 2020                      | [ 85 ] |
| 110  | 2 de setembro de 2021   | Estádio Algarve, Faro, Portugal                          | Irlanda              | 1–1     | 2-1          | Elim. Copa do Mundo FIFA de 2022                | [ 86 ] |
| 111  | 2 de setembro de 2021   | Estádio Algarve, Faro, Portugal                          | Irlanda              | 2–1     | 2-1          | Elim. Copa do Mundo FIFA de 2022                | [ 86 ] |
| 112  | 9 de outubro de 2021    | Estádio Algarve, Faro, Portugal                          | Catar                | 1–0     | 3–0          | Jogo amigável                                   |        |
| 113  | 12 de outubro de 2021   | Estádio Algarve, Faro, Portugal                          | Luxemburgo           | 1–0     | 5–0          | Elim. Copa do Mundo FIFA de 2022                |        |
| 114  | 12 de outubro de 2021   | Estádio Algarve, Faro, Portugal                          | Luxemburgo           | 2–0     | 5–0          | Elim. Copa do Mundo FIFA de 2022                |        |
| 115  | 12 de outubro de 2021   | Estádio Algarve, Faro, Portugal                          | Luxemburgo           | 4–0     | 5–0          | Elim. Copa do Mundo FIFA de 2022                |        |
| 116  | 5 de junho de 2022      | Estádio José Alvalade, Lisboa, Portugal                  | Suíça                | 2–0     | 4–0          | Liga das Nações da UEFA A de 2022–23            | [ 87 ] |
| 117  | 5 de junho de 2022      | Estádio José Alvalade, Lisboa, Portugal                  | Suíça                | 3–0     | 4–0          | Liga das Nações da UEFA A de 2022–23            | [ 87 ] |
| 118  | 24 de novembro de 2022  | Estádio 974, Doha, Catar                                 | Gana                 | 1–0     | 3–2          | Copa do Mundo FIFA de 2022                      | [ 13 ] |
| 119  | 23 de março de 2023     | Estádio José Alvalade, Lisboa, Portugal                  | Liechtenstein        | 3–0     | 4–0          | Qualifi. Campeonato Europeu de 2024             |        |
| 120  | 23 de março de 2023     | Estádio José Alvalade, Lisboa, Portugal                  | Liechtenstein        | 4–0     | 4–0          | Qualifi. Campeonato Europeu de 2024             |        |
| 121  | 26 de março de 2023     | Estádio de Luxemburgo, Cidade de Luxemburgo, Luxemburgo  | Luxemburgo           | 1–0     | 6–0          | Qualifi. Campeonato Europeu de 2024             | [ 88 ] |
| 122  | 26 de março de 2023     | Estádio de Luxemburgo, Cidade de Luxemburgo, Luxemburgo  | Luxemburgo           | 4–0     | 6–0          | Qualifi. Campeonato Europeu de 2024             | [ 88 ] |
| 123  | 20 de junho de 2023     | Laugardalsvöllur, Reiquiavique, Islândia                 | Islândia             | 1–0     | 1–0          | Qualifi. Campeonato Europeu de 2024             | [ 89 ] |
| 124  | 13 de outubro de 2023   | Estádio do Dragão, Porto, Portugal                       | Eslováquia           | 2–0     | 3–2          | Qualifi. Campeonato Europeu de 2024             | [ 90 ] |
| 125  | 13 de outubro de 2023   | Estádio do Dragão, Porto, Portugal                       | Eslováquia           | 3–1     | 3–2          | Qualifi. Campeonato Europeu de 2024             | [ 90 ] |
| 126  | 16 de outubro de 2023   | Estádio Bilino Polje, Zenica, Bósnia e Herzegovina       | Bósnia e Herzegovina | 1–0     | 6–0          | Qualifi. Campeonato Europeu de 2024             |        |
| 127  | 16 de outubro de 2023   | Estádio Bilino Polje, Zenica, Bósnia e Herzegovina       | Bósnia e Herzegovina | 2–0     | 6–0          | Qualifi. Campeonato Europeu de 2024             |        |
| 128  | 16 de novembro de 2023  | Rheinpark Stadion, Vaduz, Liechtenstein                  | Liechtenstein        | 1–0     | 2–0          | Qualifi. Campeonato Europeu de 2024             |        |
| 129  | 11 de junho de 2024     | Estádio Municipal de Aveiro, Aveiro, Portugal            | Irlanda              | 2–0     | 3–0          | Jogo Amigável                                   |        |
| 130  | 11 de junho de 2024     | Estádio Municipal de Aveiro, Aveiro, Portugal            | Irlanda              | 3–0     | 3–0          | Jogo Amigável                                   |        |
| 131  | 5 de setembro de 2024   | Estádio da Luz, Lisboa, Portugal                         | Croácia              | 2–0     | 2–1          | Liga das Nações da UEFA A de 2024–25            |        |
| 132  | 8 de setembro de 2024   | Estádio da Luz, Lisboa, Portugal                         | Escócia              | 2–1     | 2–1          | Liga das Nações da UEFA A de 2024–25            |        |
| 133  | 12 de outubro de 2024   | Estádio Nacional de Varsóvia, Varsóvia, Polónia          | Polónia              | 2–0     | 3–1          | Liga das Nações da UEFA A de 2024–25            |        |
| 134  | 15 de novembro de 2024  | Estádio do Dragão, Porto, Portugal                       | Polónia              | 2–0     | 5–1          | Liga das Nações da UEFA A de 2024–25            |        |
| 135  | 15 de novembro de 2024  | Estádio do Dragão, Porto, Portugal                       | Polónia              | 5–0     | 5–1          | Liga das Nações da UEFA A de 2024–25            |        |
| 136  | 23 de março de 2025     | Estádio José Alvalade, Lisboa, Portugal                  | Dinamarca            | 2–1     | 5–2 a.p.     | Liga das Nações da UEFA A de 2024–25            |        |
| 137  | 4 de junho de 2025      | Allianz Arena, Munique, Alemanha                         | Alemanha             | 2–1     | 2–1          | Liga das Nações da UEFA de 2024–25 – Fase Final | [ 91 ] |
| 138  | 8 de junho de 2025      | Allianz Arena, Munique, Alemanha                         | Espanha              | 2–2     | 2–2 5-3 a.p. | Liga das Nações da UEFA de 2024–25 – Fase Final | [ 92 ] |

## Hat-tricks
| N.º | Data                   | Local                             | Adversário       | Golos                        | Placar | Competição                                    | Ref.   |
| --- | ---------------------- | --------------------------------- | ---------------- | ---------------------------- | ------ | --------------------------------------------- | ------ |
| 1   | 6 de setembro de 2013  | Windsor Park, Belfast             | Irlanda do Norte | 3 – (68', 77', 83')          | 4–2    | Elim. Copa do Mundo FIFA de 2014              | [ 93 ] |
| 2   | 19 de novembro de 2013 | Friends Arena, Solna              | Suécia           | 3 – (50', 77', 79')          | 3–2    | Elim. Copa do Mundo FIFA de 2014              | [ 94 ] |
| 3   | 13 de junho de 2015    | Estádio Republicano, Yerevan      | Armênia          | 3 – (29' (p.), 55', 58')     | 3–2    | Qualif. Campeonato Europeu de 2016            | [ 95 ] |
| 4   | 31 de agosto de 2017   | Estádio do Bessa, Porto           | Ilhas Faroé      | 3 – (3', 29' (p.), 65')      | 5–1    | Elim. Copa do Mundo FIFA de 2018              | [ 96 ] |
| 5   | 15 de junho de 2018    | Estádio Olímpico de Fisht, Sótchi | Espanha          | 3 – (4' (p.), 44', 88')      | 3–3    | Copa do Mundo FIFA de 2018                    | [ 97 ] |
| 6   | 5 de junho de 2019     | Estádio do Dragão, Porto          | Suíça            | 3 – (25', 88', 90')          | 3–1    | Liga das Nações da UEFA de 2018–19            | [ 98 ] |
| 7   | 14 de novembro de 2019 | Estádio Algarve, Faro             | Lituânia         | 3 – (7' (p.), 22', 65')      | 6–0    | Qualif. Campeonato Europeu de Futebol de 2020 | [ 99 ] |
| 8   | 12 de outubro de 2021  | Estádio Algarve, Faro             | Luxemburgo       | 3 – (8' (p.), 13 (p.)', 87') | 5–0    | Elim. Copa do Mundo FIFA de 2022              |        |

## Poker-tricks
| N.º | Data                   | Local                               | Adversário | Golos                        | Placar | Competição                         | Ref.    |
| --- | ---------------------- | ----------------------------------- | ---------- | ---------------------------- | ------ | ---------------------------------- | ------- |
| 1   | 7 de outubro de 2016   | Estádio Municipal de Aveiro, Aveiro | Andorra    | 4 – (2', 4', 47', 68')       | 6–0    | Elim. Copa do Mundo FIFA de 2018   | [ 100 ] |
| 2   | 10 de setembro de 2019 | Estádio LFF, Vilnius                | Lituânia   | 4 – (7' (p.), 62', 65', 76') | 5–1    | Qualif. Campeonato Europeu de 2020 | [ 101 ] |

## Estatísticas

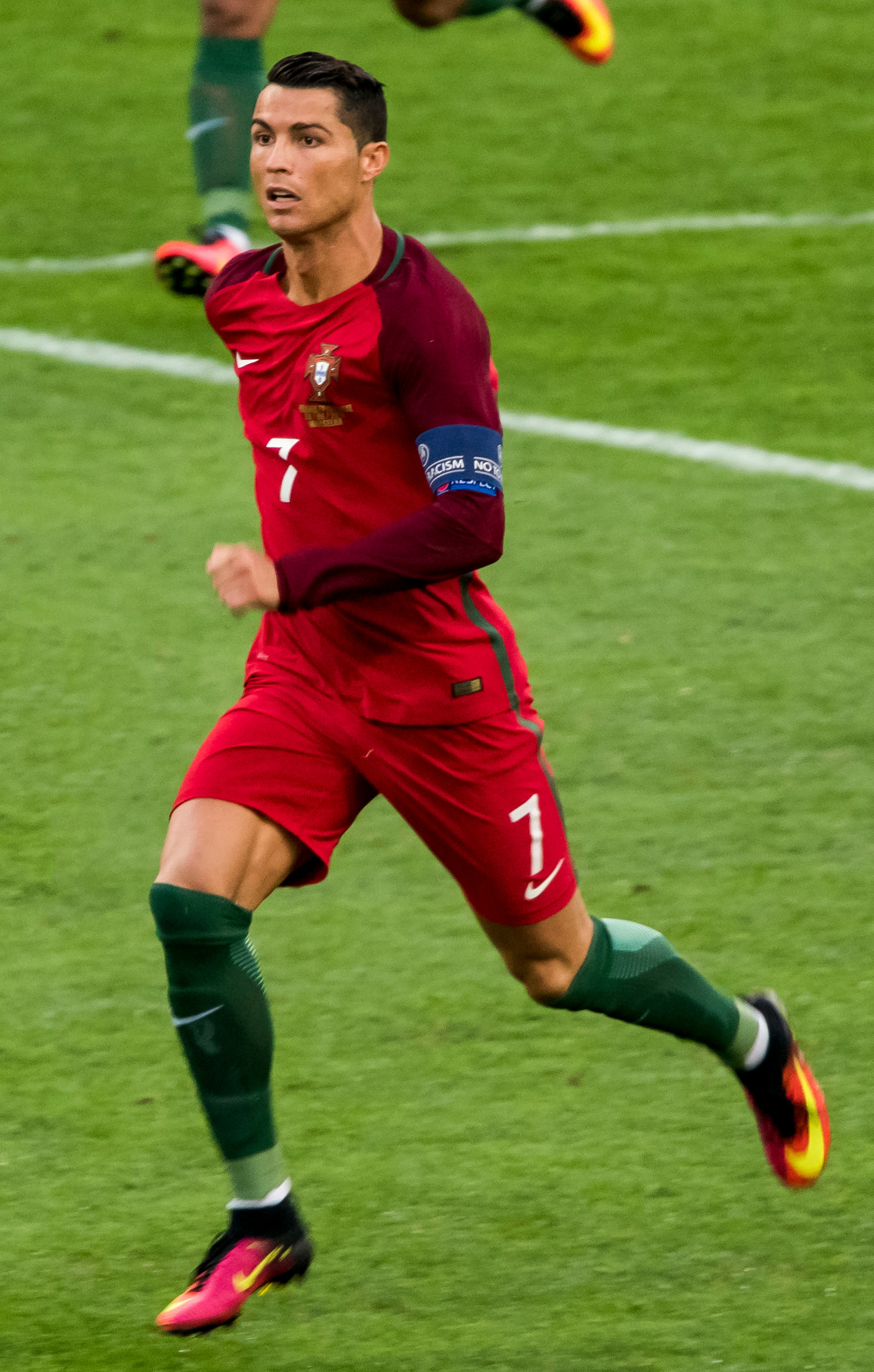
Cristiano Ronaldo disputando uma partida do Campeonato Europeu de Futebol de 2016

Conforme dados de 4 de junho de 2025.
| Ano   | Competições | Competições | Amistosos | Amistosos | Total    | Total |
| Ano   | Partidas    | Golos       | Partidas  | Golos     | Partidas | Golos |
| ----- | ----------- | ----------- | --------- | --------- | -------- | ----- |
| 2003  | —           | —           | 2         | 0         | 2        | 0     |
| 2004  | 11          | 7           | 5         | 0         | 16       | 7     |
| 2005  | 7           | 2           | 4         | 0         | 11       | 2     |
| 2006  | 10          | 4           | 4         | 2         | 14       | 6     |
| 2007  | 9           | 5           | 1         | 0         | 10       | 5     |
| 2008  | 5           | 1           | 3         | 0         | 8        | 1     |
| 2009  | 5           | 1           | 2         | 0         | 7        | 1     |
| 2010  | 6           | 3           | 5         | 0         | 11       | 3     |
| 2011  | 6           | 5           | 2         | 2         | 8        | 7     |
| 2012  | 9           | 4           | 4         | 1         | 13       | 5     |
| 2013  | 6           | 7           | 3         | 3         | 9        | 10    |
| 2014  | 5           | 3           | 4         | 2         | 9        | 5     |
| 2015  | 4           | 3           | 1         | 0         | 5        | 3     |
| 2016  | 10          | 10          | 3         | 3         | 13       | 13    |
| 2017  | 10          | 10          | 1         | 1         | 11       | 11    |
| 2018  | 4           | 4           | 3         | 2         | 7        | 6     |
| 2019  | 10          | 14          | —         | —         | 10       | 14    |
| 2020  | 4           | 2           | 2         | 1         | 6        | 3     |
| 2021  | 11          | 11          | 3         | 2         | 14       | 13    |
| 2022  | 12          | 3           | —         | —         | 12       | 3     |
| 2023  | 9           | 10          | —         | —         | 9        | 10    |
| 2024  | 10          | 5           | 2         | 2         | 12       | 7     |
| 2025  | 4           | 3           | 0         | 0         | 4        | 3     |
| Total | 167         | 116         | 54        | 22        | 221      | 138   |

| Competição                             | Jogos | Golos |
| -------------------------------------- | ----- | ----- |
| Jogo amigável                          | 54    | 22    |
| Qualificação para o Campeonato Europeu | 44    | 41    |
| Campeonato Europeu                     | 25    | 14    |
| Liga das Nações da UEFA                | 20    | 15    |
| Eliminatórias da Copa do Mundo FIFA    | 47    | 36    |
| Copa do Mundo FIFA                     | 22    | 8     |
| Copa das Confederações FIFA            | 4     | 2     |
| Total                                  | 221   | 138   |

| Confederação | Seleções | Golos |
| ------------ | -------- | ----- |
| UEFA         | 36       | 122   |
| CAF          | 4        | 7     |
| AFC          | 4        | 5     |
| CONMEBOL     | 2        | 2     |
| CONCACAF     | 1        | 1     |
| OFC          | 1        | 1     |
| Total        | 48       | 138   |

| Adversário           | Golos |
| -------------------- | ----- |
| Luxemburgo           | 11    |
| Lituânia             | 7     |
| Suécia               | 7     |
| Andorra              | 6     |
| Hungria              | 6     |
| Armênia              | 5     |
| Letónia              | 5     |
| Suíça                | 5     |
| Estónia              | 4     |
| Bósnia e Herzegovina | 4     |
| Ilhas Faroé          | 4     |
| Países Baixos        | 4     |
| Dinamarca            | 4     |
| Espanha              | 4     |
| Bélgica              | 3     |
| Liechtenstein        | 3     |
| Irlanda do Norte     | 3     |
| Rússia               | 3     |
| Arábia Saudita       | 3     |
| Polónia              | 2     |
| Azerbaijão           | 2     |
| Camarões             | 2     |
| Cazaquistão          | 2     |
| Chipre               | 2     |
| Croácia              | 2     |
| Egito                | 2     |
| França               | 2     |
| Gana                 | 2     |
| Irlanda              | 2     |
| Islândia             | 2     |
| Tchéquia             | 2     |
| Alemanha             | 2     |
| Argentina            | 1     |
| Coreia do Norte      | 1     |
| Equador              | 1     |
| Escócia              | 1     |
| Eslováquia           | 1     |
| Finlândia            | 1     |
| Grécia               | 1     |
| Irã                  | 1     |
| Israel               | 1     |
| Marrocos             | 1     |
| Nova Zelândia        | 1     |
| País de Gales        | 1     |
| Panamá               | 1     |
| Sérvia               | 1     |
| Ucrânia              | 1     |
| Catar                | 1     |
| Total                | 138   |